# Lifelines
Lifelines — седьмой студийный альбом норвежской музыкальной группы a-ha. Релиз состоялся 2 апреля 2002 года.

## Список композиций
| №   | Название                   | Текст песни              | Музыка                   | Длительность |
| --- | -------------------------- | ------------------------ | ------------------------ | ------------ |
| 1.  | «Lifelines»                | Фурухольмен              | Фурухольмен              | 4:17         |
| 2.  | «You Wanted More»          | Фурухольмен, Харкет      | Фурухольмен              | 3:39         |
| 3.  | «Forever Not Yours»        | Харкет, Оле Сверре-Олсен | Фурухольмен, Харкет      | 4:06         |
| 4.  | «There's a Reason for It»  | Воктор-Савой             | Воктор-Савой             | 4:21         |
| 5.  | «Time & Again»             | Воктор-Савой             | Воктор-Савой             | 5:03         |
| 6.  | «Did Anyone Approach You?» | Воктор-Савой             | Воктор-Савой             | 4:10         |
| 7.  | «Afternoon High»           | Воктор-Савой             | Воктор-Савой             | 4:30         |
| 8.  | «Oranges on Appletrees»    | Фурухольмен, Харкет      | Фурухольмен              | 4:16         |
| 9.  | «A Little Bit»             | Воктор-Савой             | Воктор-Савой             | 4:10         |
| 10. | «Less Than Pure»           | Воктор-Савой             | Воктор-Савой             | 4:13         |
| 11. | «Turn the Lights Down»     | Фурухольмен, Харкет      | Фурухольмен, Харкет      | 4:14         |
| 12. | «Cannot Hide»              | Харкет, Оле Сверре-Олсен | Харкет, Мартин Лендквист | 3:19         |
| 13. | «White Canvas»             | Фурухольмен              | Фурухольмен              | 3:27         |
| 14. | «Dragonfly»                | Фурухольмен              | Фурухольмен              | 3:19         |
| 15. | «Solace»                   | Фурухольмен              | Фурухольмен              | 4:20         |

Русская версия альбома содержит также вступительное слово, записанное Мортеном Харкетом на русском, и 2 бонусных ремикса.

## Позиции в чартах
| Страна         | Место |
| -------------- | ----- |
| Австрия        | 2     |
| Великобритания | 67    |
| Венгрия        | 29    |
| Германия       | 1     |
| Дания          | 9     |
| Европа         | 5     |
| Нидерланды     | 92    |
| Норвегия       | 1     |
| Франция        | 30    |
| Швейцария      | 6     |
| Швеция         | 21    |
| Япония         | 99    |

## Сертификации
| Страна          | Статус  |
| --------------- | ------- |
| Германия (BVMI) | Золотой |